# أرجون بانديت
أرجون بانديت هو منافس ألعاب قوى نيبالي، ولد في 21 يونيو 1959.

## وصلات خارجية
- أرجون بانديت على موقع أوليمبيديا (الإنجليزية)